# Paysandisia

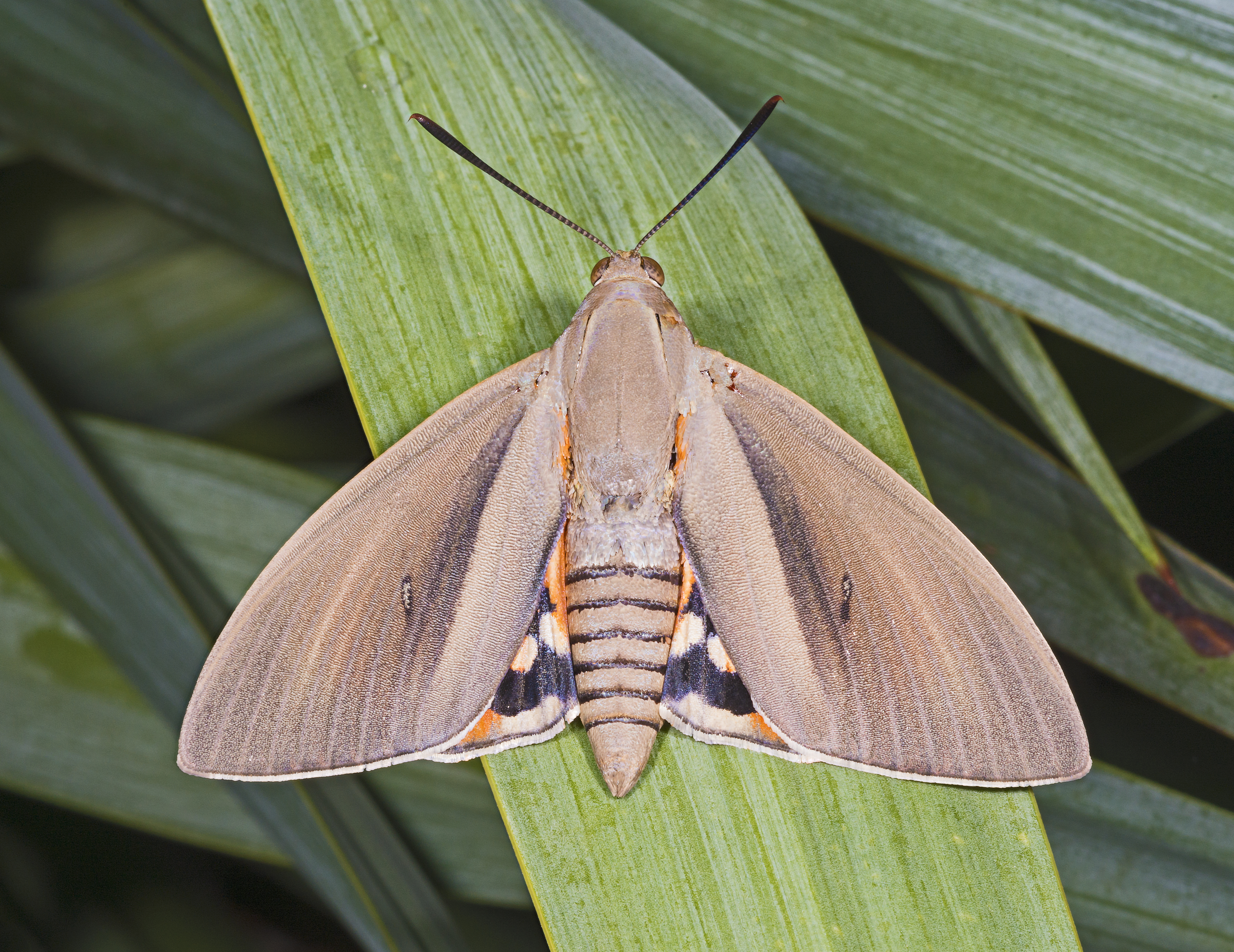
♀

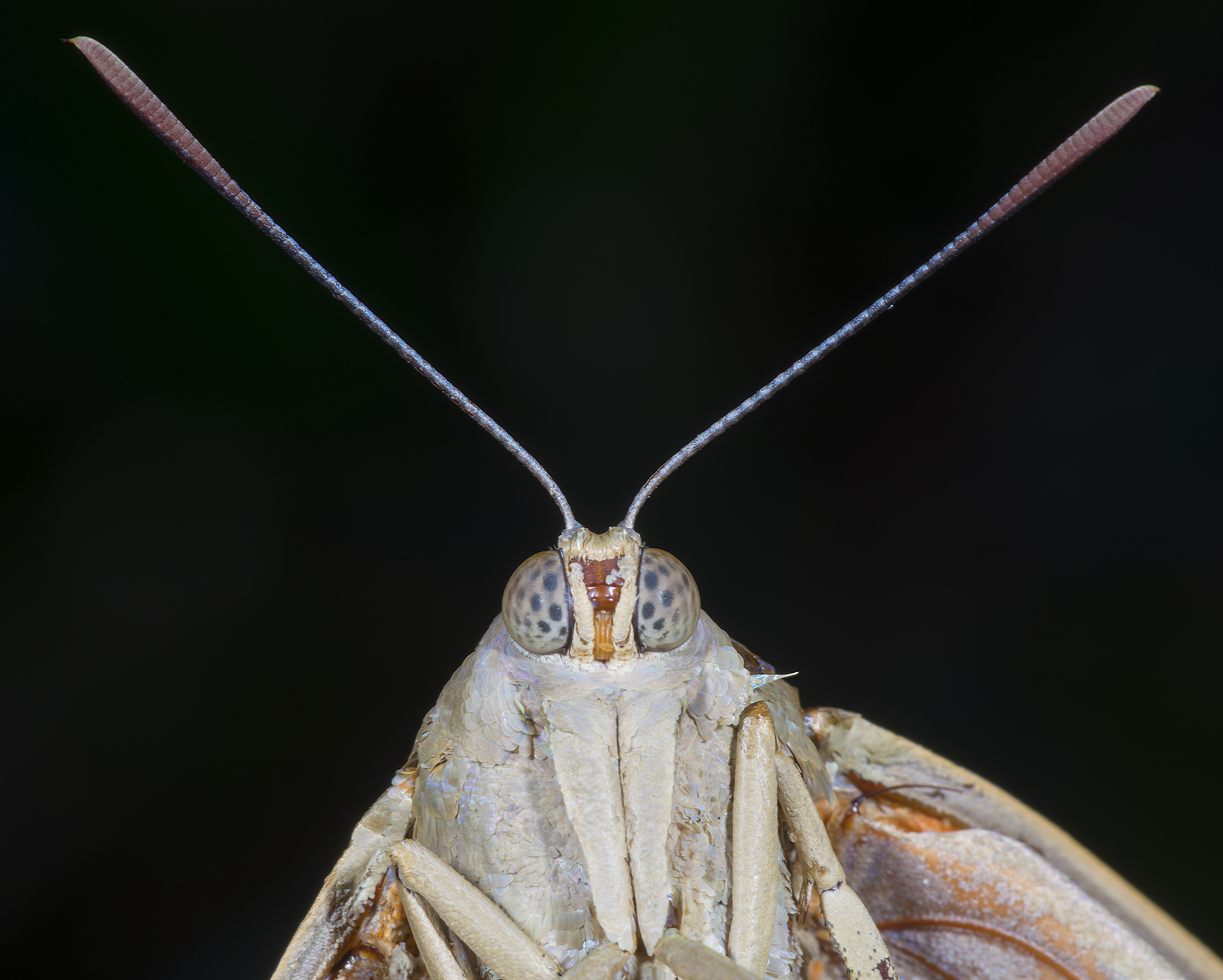

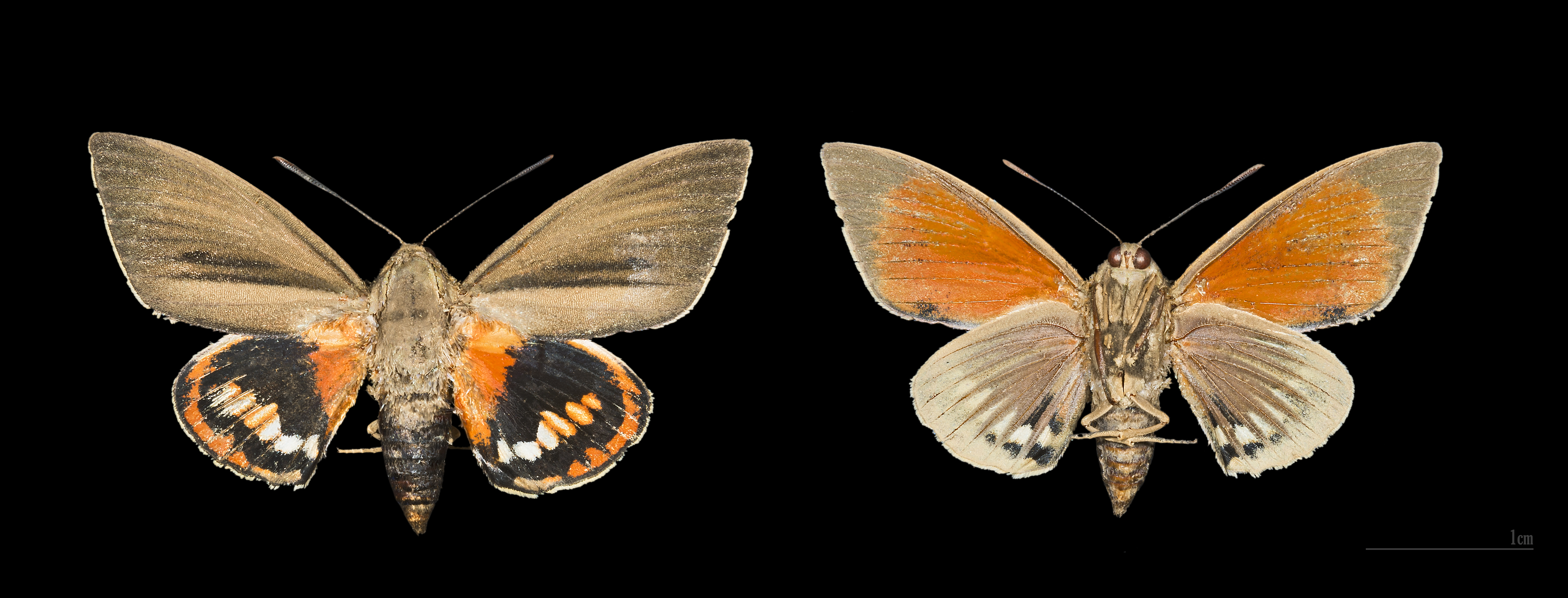
Paysandisia archon MHNT

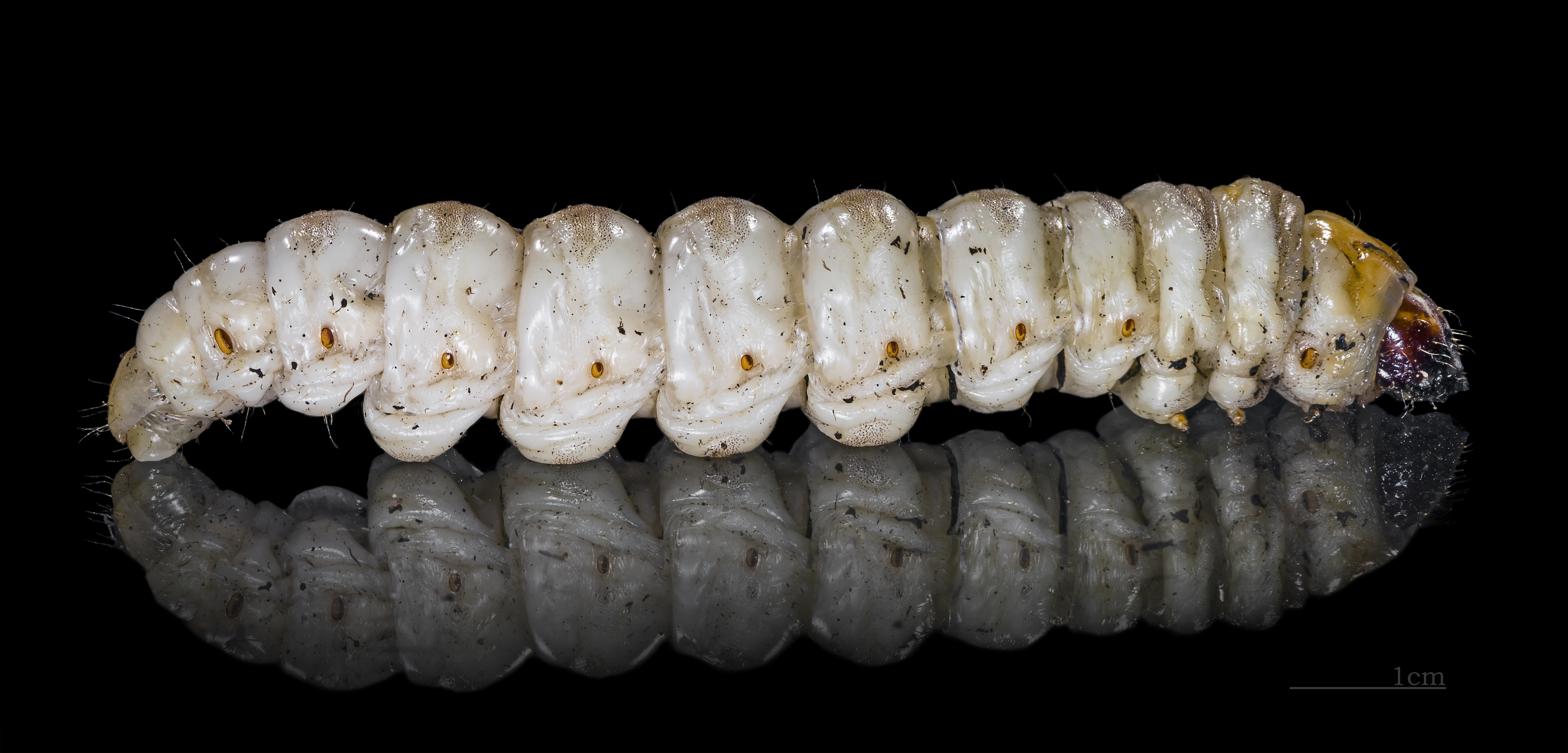
Paysandisia archon

Paysandisia é um gênero de traça pertencente à família Castniidae.